# 圣佩拉维拉科隆布
圣佩拉维拉科隆布（法語：Saint-Péravy-la-Colombe，法語發音：[sɛ̃ peʁavi la kɔlɔ̃b]）是法国卢瓦雷省的一个市镇，位于该省西部，属于奥尔良区。

## 地理
圣佩拉维拉科隆布（48°0'1"N, 1°41'59"E）面积18.96 平方千米，位于法国中央-卢瓦尔河谷大区卢瓦雷省，该省份为法国中北部省份，北起埃松省，西北接厄尔-卢瓦省，西南接卢瓦-谢尔省，南至涅夫勒省和谢尔省，东临约讷省，东北接塞纳-马恩省。
与圣佩拉维拉科隆布接壤的市镇（或旧市镇、城区）包括：布莱莱巴尔、布里西、宽斯、热米尼、帕泰、圣西吉斯蒙、图尔努瓦西、科尼河畔新城。

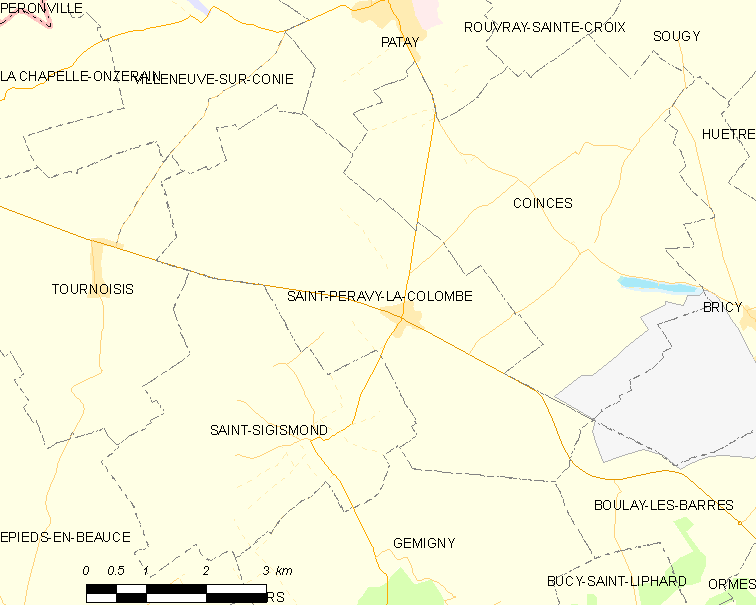
圣佩拉维拉科隆布的OSM定位图

圣佩拉维拉科隆布的时区为UTC+01:00、UTC+02:00（夏令时）。

## 行政
圣佩拉维拉科隆布的邮政编码为45310，INSEE市镇编码为45296。

## 政治
圣佩拉维拉科隆布所属的省级选区为卢瓦尔河畔默恩县。

## 人口

1962-2008年间圣佩拉维拉科隆布人口变化图示

圣佩拉维拉科隆布于2022年1月1日时的人口数量为768人。